# Publi Licini Corneli Valerià Saloní
Publi Licini Corneli Valerià Saloní (en llatí Publius Licinius Cornelius Valerianus Saloninus) va ser el fill de l'emperador romà Gal·liè i de la seva dona Cornèlia Salonina i net de l'emperador Valerià I.
Quan el seu avi i el seu pare van assolir el títol d'august el 253, el jove va ser declarat cèsar. Un temps després va ser dut a la Gàl·lia sota custòdia de Silvà quan el seu pare lluitava contra el rebel Ingenu a Pannònia. Llavors va esclatar a la Gàl·lia la revolta de Pòstum I i Saloní va fugir cap a Colonia Agrippina, on va morir a mans de les forces de l'emperador gal (259) quan només tenia 17 anys.
En una moneda emesa a Perint se l'anomena Gallieius i Egnatius en una feta a Samos. Els noms de Cornelius Saloninus els va heretar de la seva mare i la resta de noms del pare o avi. A les monedes apareix normalment com august i en canvi a la seva apoteosi se l'anomena cèsar, anomalia que no ha trobat una explicació satisfactòria. Entre les diverses explicacions que s'ha proposat, la més plausible es fonamenta en la suposició que, en quedar-se sol a la Gàl·lia, se l'havia investit amb el rang d'August per tal que fos més respectat durant l'absència de el seu pare, però aquest rang es va concedir amb un propòsit temporal. Joan Zonaràs diu que quan estava assetjat per Pòstum tenia el mateix rang que el seu pare, era considerat hereu de l'imperi i era un jove talentós.